# リチャード・バートン
リチャード・バートン（Richard Burton, CBE, 1925年11月10日 - 1984年8月5日）は、イギリス・ウェールズ出身の俳優である。イギリス映画界を代表する俳優の一人。本名はリチャード・ウォルター・バートン・ジュニア（Richard Walter Jenkins Jr.）。女優のケイト・バートンは、最初の妻で女優のシビル・ウィリアムズとの間に生まれた娘。

## 生涯
炭坑作業員の息子（13人兄弟の12番目）に生まれる。2歳の時に母親が死に、姉夫婦に育てられる。16歳で学校をやめて働かなければいけなくなったが、彼の教師であったフィリップ・バートンが彼を養子に取り、18歳の時には英空軍の士官候補生としてオックスフォード大学エクセターコレッジの6ヶ月間の特別コースで学ぶことが許された。1943年にリヴァプールの舞台でデビューし、その後、舞台俳優として活躍。1944年から3年間、英空軍のパイロットとして従軍。1949年に映画デビュー、映画で共演した女優シビル・ウィリアムズと結婚した。同年、クリストファー・フライ作の『The Lady's Not For Burning』での演技が絶賛される。これがきっかけとなって1952年にはハリウッドに招かれ、『謎の佳人レイチェル』でオリヴィア・デ・ハヴィランドと共演、アカデミー助演男優賞にノミネートされる。
舞台ではオールド・ヴィク座の『ハムレット』『オセロ』やブロードウェイのミュージカル『キャメロット』などに主演、英米の垣根を越えて活躍、特に『キャメロット』では1961年のトニー賞ミュージカル部門の俳優賞を受賞した。映画では『聖衣』『アレキサンダー大王』『北海の果て』『史上最大の作戦』などの大作や、『寒い国から帰ったスパイ』や『暗殺者のメロディ』などに出演。しかし『謎の佳人レイチェル』を初めアカデミー賞に計7回もノミネートされたものの、一度も受賞はしなかった。
1963年のマーク・アントニーに扮した『クレオパトラ』で共演したクレオパトラ役のエリザベス・テイラーと恋が芽生え、スキャンダルとなった。その後ウィリアムズと離婚し、一方エディ・フィッシャーと別れたテイラーと結婚、その後は夫婦して、『予期せぬ出来事』『いそしぎ』『バージニア・ウルフなんかこわくない』『じゃじゃ馬ならし』『悪のたのしみ』『危険な航路』『夕なぎ』で共演、しかしバートンがアルコール使用障害にかかり、1973年にテレビ映画『離婚』に夫婦共演中に本当に二人の離婚が取り沙汰されるようになり、ついに翌年離婚した。その後1975年10月10日に二人は再婚するが、翌年、再び離婚する。1983年のブロードウェイの舞台が二人の最後の共演となった。1966年にテイラーとの関係を綴った本を出版している。
テイラーとの離婚後は2度結婚を繰り返し、1984年にジュネーヴ郊外の自宅で脳溢血により倒れ、市内の病院に搬送されたが帰らぬ人となった。
2000年に発売されたテイラーの伝記の中で、俳優のローレンス・オリヴィエとバートンとの同性愛関係について触れられているが、バートンの遺族はその事を否定している。

## ギャラリー

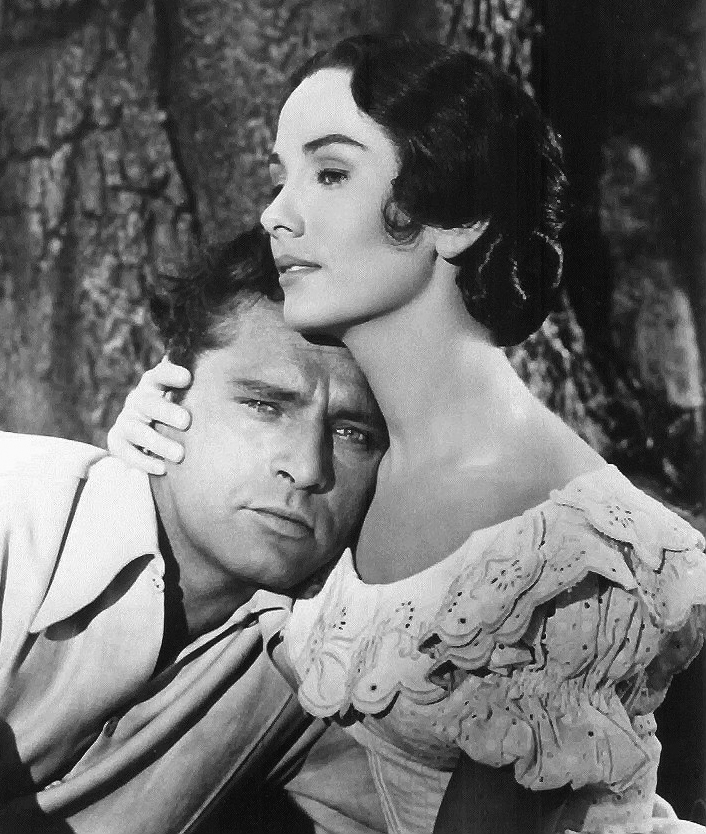
マギー・マクナマラとバートン（1955年）
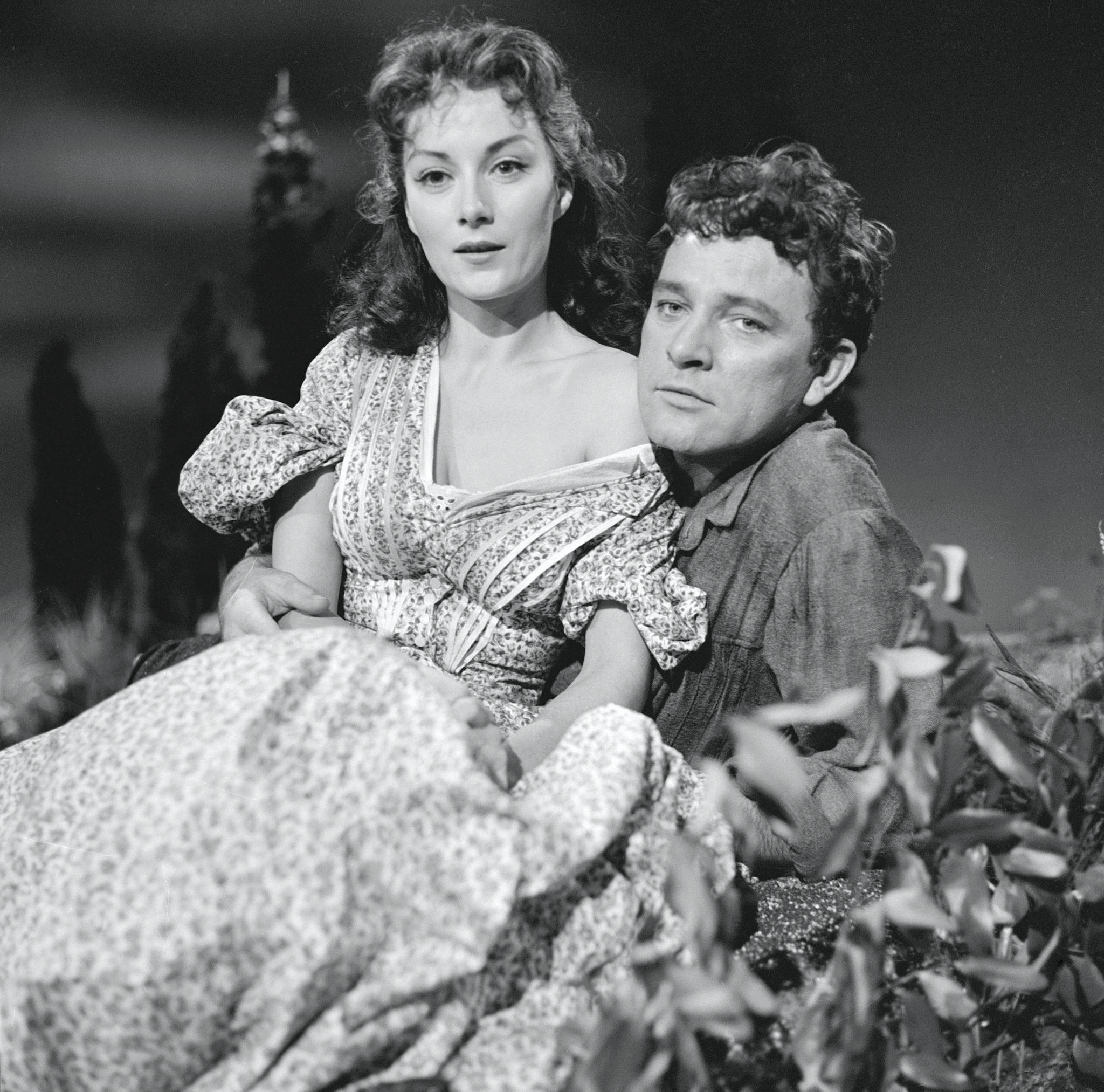
ローズマリー・ハリスとバートン（1958年）
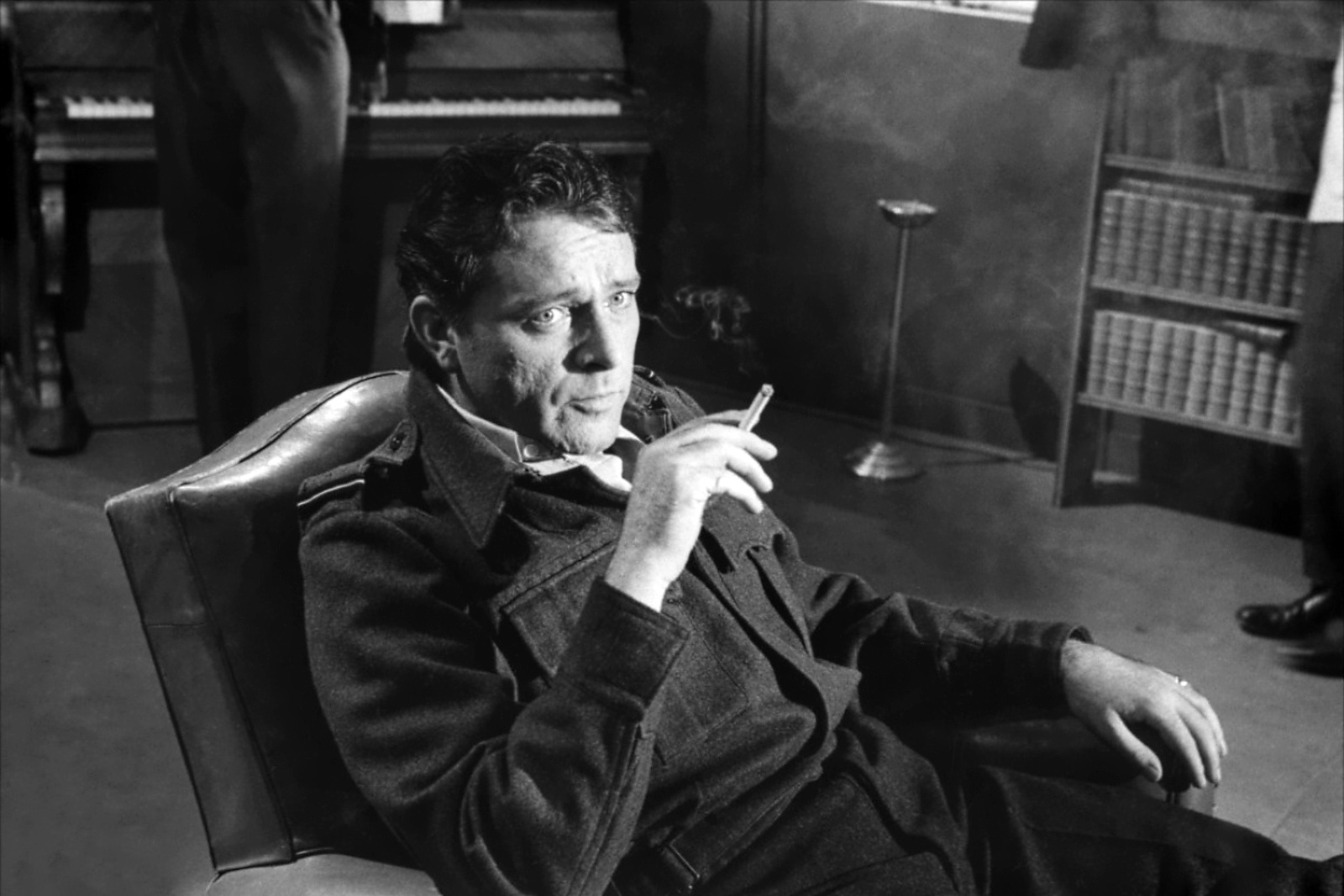
『史上最大の作戦』（1962年）
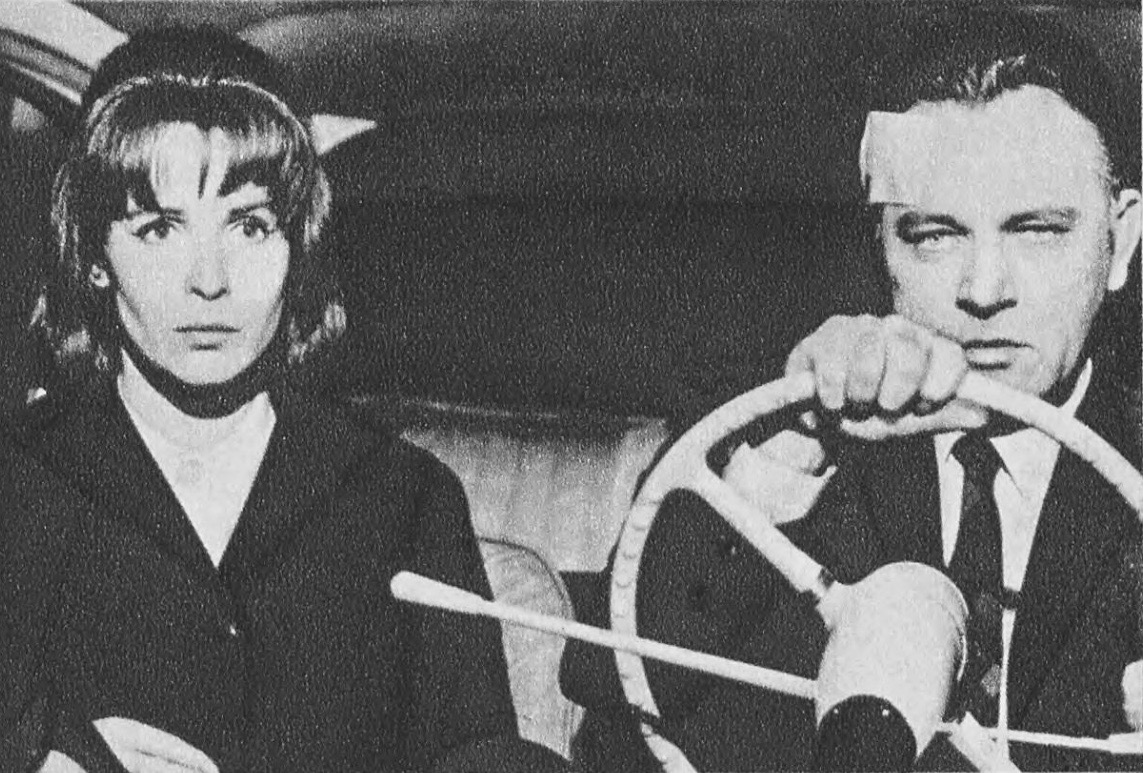
『寒い国から帰ったスパイ』（1965年）
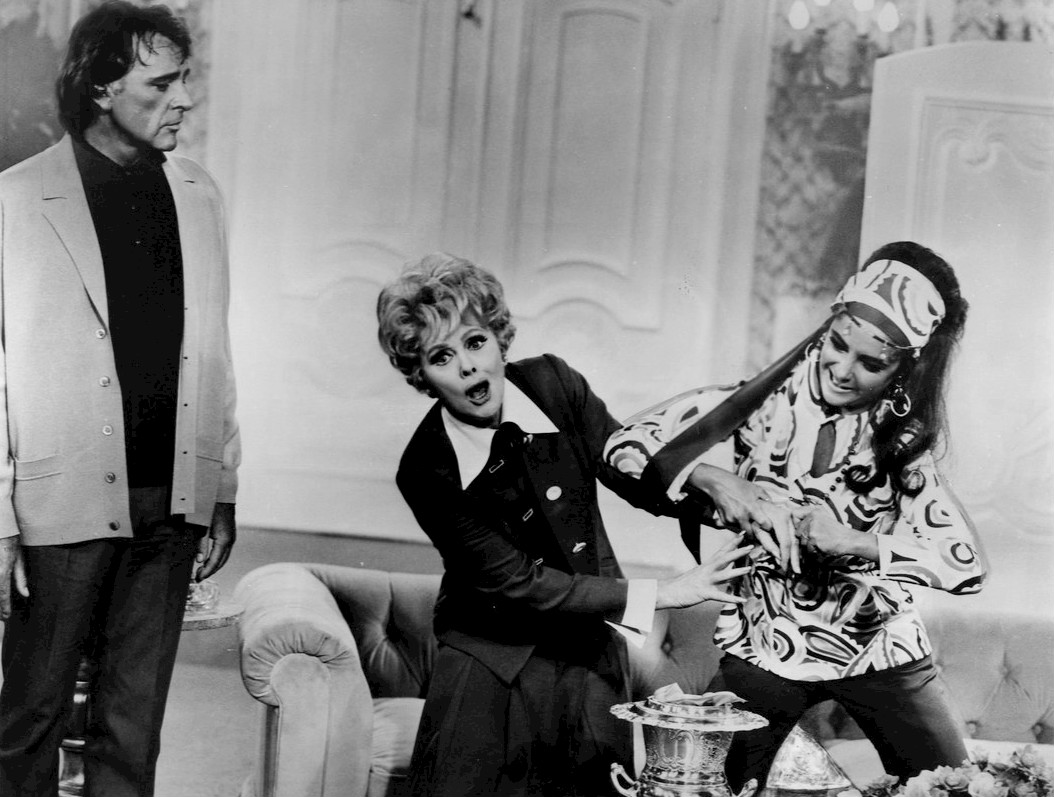
左からバートン、ルシル・ボール、エリザベス・テイラー

## 主な出演作品
| 公開年 | 邦題 原題                                                          | 役名                                           | 備考                                              |
| ------ | ------------------------------------------------------------------ | ---------------------------------------------- | ------------------------------------------------- |
| 1950   | 疑惑の影 The Woman with No Name                                    | ニック                                         |                                                   |
| 1952   | 謎の佳人レイチェル My Cousin Rachel                                | フィリップ                                     | ゴールデングローブ賞新人賞 受賞                   |
| 1953   | 砂漠の鼠 The Desert Rats                                           | タミー・マクロバーツ                           |                                                   |
| 1953   | 聖衣 The Robe                                                      | マーセラス                                     |                                                   |
| 1955   | 凶弾の舞台 Prince of Players                                       | エドウィン・ブース                             |                                                   |
| 1955   | 雨のランチプール The Rains of Ranchipur                            | ラマ・サフティ                                 |                                                   |
| 1956   | アレキサンダー大王 Alexander the Great                             | アレキサンダー大王                             |                                                   |
| 1957   | わかれ Sea Wife                                                    | ビスケット                                     |                                                   |
| 1957   | にがい勝利 Bitter Victory                                          | Captain Leith                                  |                                                   |
| 1960   | 北海の果て Ice Palace                                              | ゼブ・ケネディ                                 |                                                   |
| 1960   | 許されざる愛情 The Bramble Bush                                    | ガイ・モントフォード                           |                                                   |
| 1962   | 史上最大の作戦 The Longest Day                                     | デビッド・キャンベル（イギリス空軍パイロット） |                                                   |
| 1963   | 予期せぬ出来事 The V.I.P.s                                         | ポール・アンドロス                             |                                                   |
| 1963   | クレオパトラ Cleopatra                                             | マルクス・アントニウス                         |                                                   |
| 1964   | ベケット Becket                                                    | トマス・ベケット                               |                                                   |
| 1964   | イグアナの夜 The Night of the Iguana                               | ローレンス・シャノン                           |                                                   |
| 1964   | ハムレット Hamlet                                                  | ハムレット                                     |                                                   |
| 1965   | 何かいいことないか子猫チャン What's New, Pussycat                  | ストリップクラブの男                           | クレジットなし                                    |
| 1965   | いそしぎ The Sandpiper                                             | エドワード・ヒューイット                       |                                                   |
| 1965   | 寒い国から帰ったスパイ The Spy Who Came In from the Cold           | アレック                                       |                                                   |
| 1966   | バージニア・ウルフなんかこわくない Who's Afraid of Virginia Woolf? | ジョージ                                       |                                                   |
| 1967   | じゃじゃ馬ならし The Taming of the Shrew                           | ペトルーチオ                                   |                                                   |
| 1967   | ファウスト悪のたのしみ Doctor Faustus                              | ファウスト                                     | 監督・出演                                        |
| 1967   | 危険な旅路 The Comedians                                           | ブラウン                                       |                                                   |
| 1968   | 夕なぎ Boom                                                        | クリス・フランダース                           |                                                   |
| 1968   | 荒鷲の要塞 Where Eagles Dare                                       | スミス少佐                                     |                                                   |
| 1968   | キャンディ Candy                                                   | マクフィスト教授                               |                                                   |
| 1969   | ふたりは恋人 Staircase                                             | ヘンリー・リーズ                               |                                                   |
| 1969   | 1000日のアン Anne of the Thousand Days                             | ヘンリー8世                                    |                                                   |
| 1971   | ロンメル軍団を叩け Raid on Rommel                                  | アレックス・フォスター大尉                     |                                                   |
| 1971   | ロンドン大捜査線 Villain                                           | ヴィク・ダーキン                               |                                                   |
| 1972   | 暗殺者のメロディ The Assassination of Trotsky                      | レフ・トロツキー                               |                                                   |
| 1972   | 青ひげ Bluebeard                                                   | Kurt Von Sepper                                |                                                   |
| 1973   | 離婚・男の場合 離婚・女の場合 Divorce His - Divorce Hers           |                                                | テレビ映画                                        |
| 1973   | 風雪の太陽 Sutjeska                                                | ヨシップ・ブロズ・チトー                       |                                                   |
| 1973   | 裂けた鉤十字/ローマの最も長い一日 Rappresaglia                     | ヘルベルト・カプラー                           |                                                   |
| 1974   | 旅路 Il Viaggio                                                    |                                                |                                                   |
| 1974   | クランスマン Klansman                                              | ブレック                                       |                                                   |
| 1974   | 逢いびき Brief Encounter                                           | エリック・ハーヴェイ                           | テレビ映画                                        |
| 1977   | エクソシスト2 Exorcist II: The Heretic                             | フィリップ・ラモント神父                       |                                                   |
| 1977   | エクウス Equus                                                     | マーティン                                     | ゴールデングローブ賞 主演男優賞 (ドラマ部門) 受賞 |
| 1978   | 恐怖の魔力/メドゥーサ・タッチ The Medusa Touch                     | ジョン・モーラー                               |                                                   |
| 1978   | ワイルド・ギース The Wild Geese                                    | アレン・フォークナー大佐                       |                                                   |
| 1978   | 告白の罠 Absolution                                                | ゴダード神父                                   |                                                   |
| 1979   | 戦争のはらわたII Steiner - Das Eiserne Kreuz, 2. Teil              | ロルフ・シュタイナー                           |                                                   |
| 1980   | レッスン・イン・ラブ Circle of Two                                 | アシュレイ・セントクレア                       |                                                   |
| 1983   | ワーグナー/偉大なる生涯 Wagner                                     | リヒャルト・ワーグナー                         | テレビ・ミニシリーズ                              |
| 1984   | 1984 Nineteen Eighty-Four                                          | オブライエン                                   |                                                   |